# Veitsrodt
Veitsrodt település Németországban, Rajna-vidék-Pfalz tartományban. Lakosainak száma 699 fő (2023. december 31.).

## Népesség
A település népességének változása:
| Lakosok száma | 645  | 712  | 718  | 708  | 713  | 699  |
|               | 1975 | 2017 | 2019 | 2021 | 2022 | 2023 |